# 空檔年
空檔年（英語：Gap Year），一般常见于青少年在中学毕业之后、升读高等院校之前，腾出一年的时间以实践的方式来体验自己感兴趣的工作、生活方式，例如旅行、修習課程、义工服务、工作假期计划、當互惠生等。
旅行可以让各人体验日常之外的很多情况。修读学术课程则会扩大专业知识库，与其他科目领域相连接。义工服务与工作假期计划让人去体验各种领域。
在澳洲文化里，空档年非常流行，甚至有很火热的电视节目。
空档年亦常见于大专院校毕业之前，澳洲人认为通过这种方式可以更明确个人未来人生方向。
以色列人都有三年兵役，之后会有一或两年的空档年。
不过，有些人认为空档年是「浪费时间，不务正业」，甚至認為「若有太多的假期只會令人變得懶散」。因此，東亞地區的文化從來没有「空档年」這回事，有的只是如許冠傑歌詞所說「嗱嗱聲即刻走去搵嘢（受薪工作）做人必須知道自己嘅用途（趕快馬上去找工作賺錢，人必須知道自己的用途）」（最少全首歌詞沒有提及工作以外尚有其他令人自我成長的方法），要求別人「若不讀書便要返工(上班)」的簡單思維。此外很多国家有自己的不同毕业之后的规定，例如日本的新卒一括採用。
一般来说，空档年的目的是让青少年踏入一个新的转折点之前，寻觅自己兴趣、目标。同时有助于青少年增强责任感和变得成熟，有助他们成长。